# 헬싱키 중앙철도역
헬싱키 중앙철도역(핀란드어: Helsingin päärautatieasema, 스웨덴어: Helsingfors centralstation)은 핀란드 헬싱키의 중심 철도역이다. 1일 이용객 20만 명으로 핀란드에서 사람이 가장 많이 찾는 건물이다. 모든 헬싱키 통근 열차의 종착역이며, 많은 열차가 이 역을 기점으로 운행된다. 역 지하에 헬싱키 메트로와 연결되는 라우타티엔토리 역이 있다.

## 시설

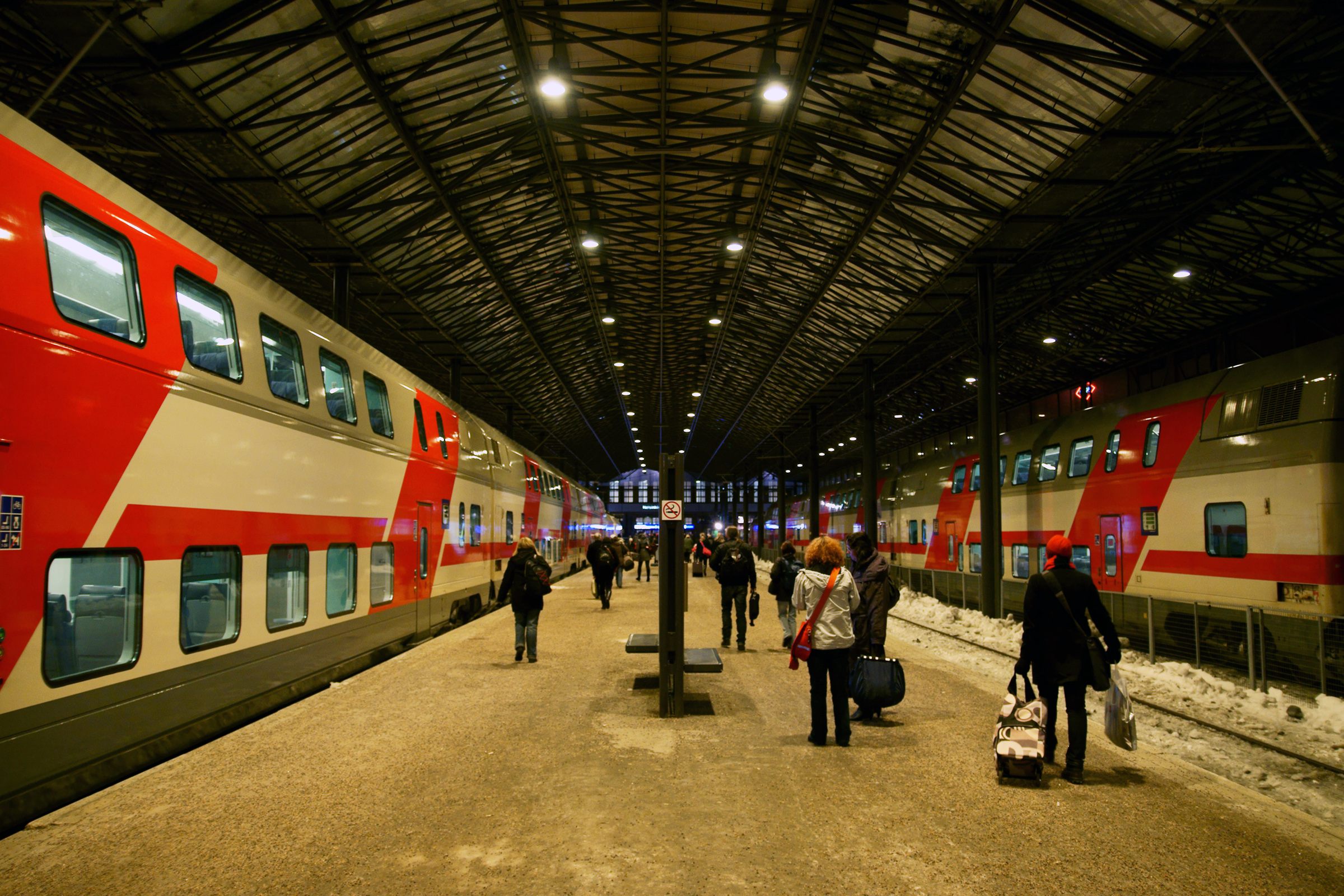
인터시티 2 열차

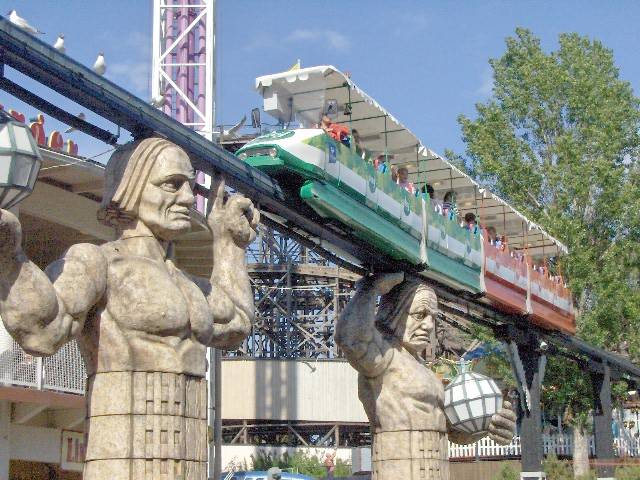
역 앞의 조각상은 핀란드 여러 곳에서 패러디된다.

역 건물은 핀란드산 화강암으로 지어져 있다. 역 앞의 시계탑은 조각상이 램프를 들고 있는 형태이며, 밤시간에는 조명이 들어온다. 승강장은 총 19면이며, 1번부터 4번까지는 역 동쪽에서 티쿠릴라 방면으로 가는 열차가 사용한다. 5번부터 10번까지는 역 중앙에 있으며, 티쿠릴라를 지나서 탐페레, 상트페테르부르크를 비롯한 다른 도시로 가는 열차가 사용한다. 11번과 12번 승강장은 에스포 경유 투르쿠행 열차가 사용한다. 13번부터 19번 승강장은 서쪽에 있으며, 에스포 방면 통근 열차가 운행한다. 전체적으로 보았을 때 통근 열차가 바깥쪽, 그 외 열차가 안쪽 선로 및 승강장을 사용한다.
역 서쪽에는 차량 수송 열차를 위한 차량 진입로가 있으며, 헬싱키 서부 항으로 진입하는 화물 지선이 있다. 핀란드 철도의 주 차량 기지는 파실라 역에 있으며, 과거 증기 기관차가 사용했던 전차대가 현재까지 사용 중이다. 1950년대에 디젤 기관차로 대체되었고, 1970년대에 헬싱키 통근 노선에 전동차가 등장하였고, 이후 전기 기관차가 반입되고 노선 전철화가 진행되면서 거의 모든 열차가 전기 기관차를 사용한다.
헬싱키 역은 교통의 요충지이다. 역 건물 양쪽에 버스 정류장이 있으며, 핀에어가 운영하는 헬싱키 반타 국제공항으로 가는 버스가 서쪽에서 출발한다. 이외에도 YTV가 운행하는 공항 버스 노선이 있으며, 두 회사간 운임은 별도로 징수한다. 라우타티엔토리 역은 역 건물 지하에 있으며, 지하 보도와 쇼핑 센터가 있다. 여러 헬싱키 노면 전차 노선이 역 바로 앞이나 동쪽을 지나간다.

## 역사

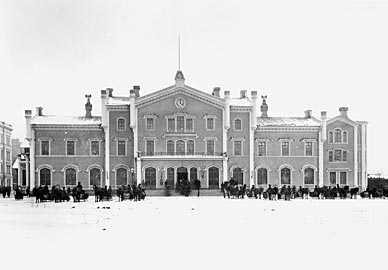
건축 당시 헬싱키 역

헬싱키와 해멘리나 사이를 잇는 철도가 개통된 1860년에 헬싱키 역이 개업하였다. 당시 역 설계는 스웨덴 건축가 칼 알베르트 에덴펠트가 담당하였다. 이후 철도 교통량이 증가하면서 1904년 역 디자인 공모를 개최하였다. 총 21가지 작품이 등장하였고, 엘리엘 사리넨의 안이 채택되었다. 그의 안은 자연주의 로맨티스트 디자인으로, 당시 공공 건물에는 부적합한 디자인으로 생각하였다. 이후 그는 로맨티시즘을 버리고 역을 새로 설계하였다. 새 디자인은 1909년에 완성되었고, 1919년에 역 확장이 완료되었다.
1940년 12월 19일 핀란드 대통령 쾨스티 칼릴리오가 대통령 퇴임 이후 니발라에 있는 자택으로 가던 중 역에서 심장 마비로 사망하였다. 만네르헤임의 품 안에서 죽었다는 도시 전설이 있다. 1950년 6월 14일 일어난 화재로 역의 시계탑이 파손된 적이 있었다..

### 재개업

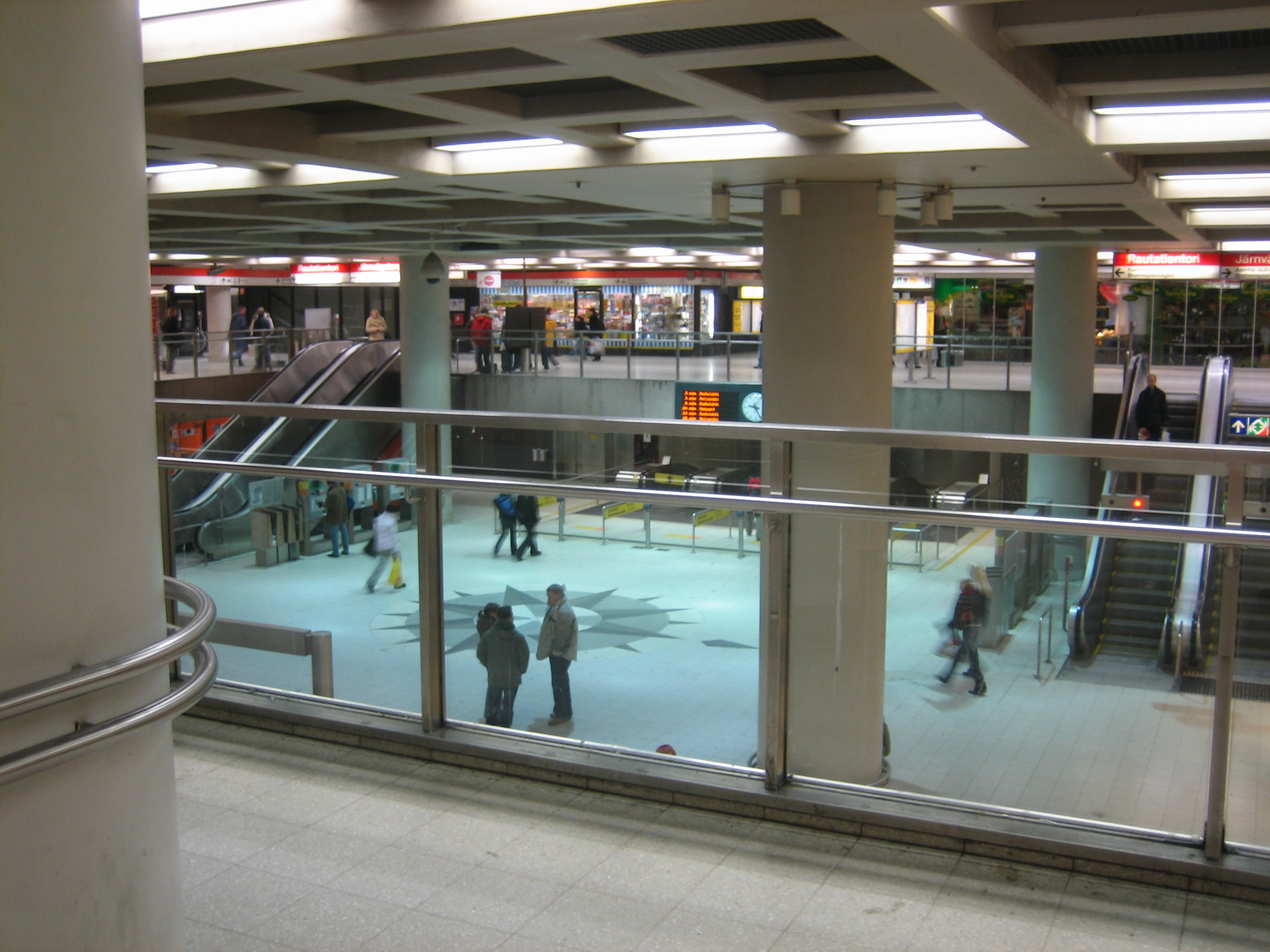
지하 보도를 통해서 지하철로 접근할 수 있다.

역에는 항상 새로운 시설이 추가되었다. 1960년대에는 지하 보도가 설치되었고, 1968년 봄에 첫 감시 카메라가 설치되었다. 첫 전기 열차는 1969년 1월 13일에 시운전을 하였고, 헬싱키-키르코누미 간 정규 열차가 1월 26일에 운행하였다.
1982년 헬싱키 메트로 공사 중 라우타티엔토리 역이 지하에 개업하였다. 2000년에는 역 중앙 플랫폼을 따라서 유리 지붕이 다시 덮였고, 2003년 호텔과 쇼핑 센터가 개업하였다.

### 대통령 라운지
잘 알려져 있지 않지만, 핀란드의 대통령 및 국빈이 사용하는 50m² 규모 라운지가 있다. 엘리엘 사리넨이 설계한 가구가 그대로 있다. 출입구의 한 쪽은 역 바깥 라우타티엔토리 광장으로 연결되고, 다른 작은 한 쪽은 역 안으로 연결된다. 라운지 자체는 1911년 건설되어 원래는 러시아 황제의 라운지로 사용하려고 했으나, 제 1차 세계대전과 러시아 혁명이 일어나고 핀란드가 독립하면서 야전 병원으로 바뀌었다가, 이후 핀란드 대통령에게 사용 권한이 넘어갔다. 이전 역장 카리 페카 로센홀름에 의하면, 이러한 라운지는 전 세계에 하나밖에 없다.

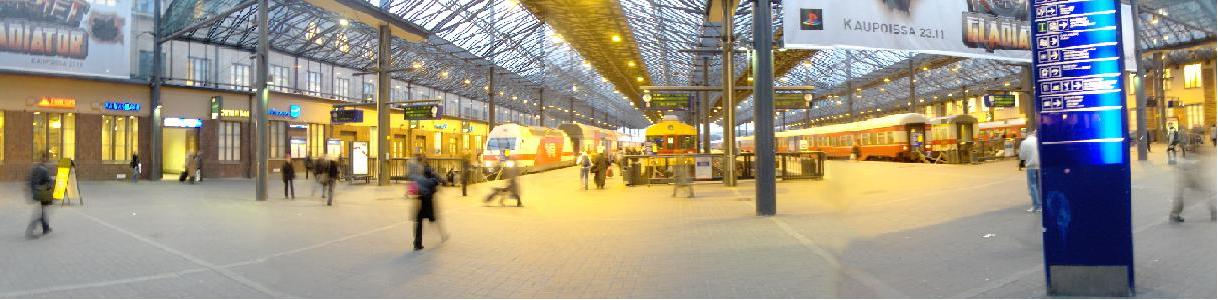
역 전경 파노라마

## 노선도
|               | Y |   |   |   |              |              |                    |   |   |     |   |   |                       |              |              |   |   |   |                      |   |               |
| 카르야        |   |   |   |   |              |              |                    |   |   |     |   |   |                       |              |              | T | R | D |                      | Z |               |
| 잉코          |   |   |   |   | 마르틴락소   | 마르틴락소   | 마르틴락소         |   |   |     |   |   | 반탄코스키            | 반탄코스키   | 반탄코스키   |   |   |   | 리히매키             |   | 라흐티        |
| 시운티오      |   | S | U | L | 로우헬라     | 로우헬라     | 로우헬라           |   |   |     |   |   | 베흐칼라              | 베흐칼라     | 베흐칼라     |   |   |   | 휘빙캐               |   |               |
| 키르코눔미    |   |   |   |   | 뮈르매키     | 뮈르매키     | 뮈르매키           |   |   |     |   |   | 키비스퇴              | 키비스퇴     | 키비스퇴     |   |   |   | 요켈라               |   |               |
| 톨사          |   |   |   |   | 말민카르타노 | 말민카르타노 | 말민카르타노       |   |   |     |   |   | 아비아폴리스          | 아비아폴리스 | 아비아폴리스 |   |   |   | 누풀리나             |   |               |
| 요르바스      |   |   |   |   | 카넬매키     | 카넬매키     | 카넬매키           |   |   |     |   |   | 공항철도역            | 공항철도역   | 공항철도역   |   |   |   | 푸올라               |   | 맨챌래        |
| 마살라        |   |   |   |   | 포효이스하가 | 포효이스하가 | 포효이스하가       |   |   |     |   |   | 레이넬래              | 레이넬래     | 레이넬래     |   |   |   | 사우나칼리오         |   |               |
| 루오마        |   |   |   |   |              |              |                    |   |   |     |   |   |                       |              |              |   |   |   | 얘르벤패             |   | 하라요키      |
| 망키          |   |   |   |   | E            |              |                    |   |   |     |   |   |                       | K            | N            |   |   |   | 퀴뢸래               |   |               |
| 카우클라흐티  |   |   |   |   |              |              |                    |   |   |     |   |   |                       |              |              |   |   |   | ––––––––––––––––––-- |   | 케라바        |
| 에스포        |   |   |   |   |              |              |                    |   |   |     |   |   |                       |              |              |   |   |   | ––––––––––––––––––-- |   | 사비오        |
| 투오마릴라    |   |   |   |   |              |              |                    |   |   |     |   |   |                       |              |              |   |   |   | ––––––––––––––––––-- |   | 코르소        |
| 코이부호비    |   |   |   |   |              |              |                    |   |   |     |   |   |                       |              |              |   |   |   | ––––––––––––––––––-- |   | 레콜라        |
| 카우니아이넨  |   |   |   |   |              |              |                    |   |   |     |   |   |                       |              |              |   |   |   | ––––––––––––––––––-- |   | 코이부퀼래    |
| 케라          |   |   |   |   |              |              |                    |   |   |     |   |   | ––––––––––––––––––––– |              |              |   |   |   | ––––––––––––––––––-- |   | 히에카하류    |
| 킬로          |   |   |   |   |              | A            |                    |   |   |     |   |   | ––––––––––––––––––––– |              |              |   |   |   | ––––––––––––––––––-- |   | 티쿠릴라      |
| 레패바라      |   |   |   |   |              |              |                    |   |   |     |   |   | ––––––––––––––––––––– |              |              |   |   |   | ––––––––––––––––––-- |   | 푸이스톨라    |
| 매퀼래        |   |   |   |   |              |              |                    |   |   |     |   |   | ––––––––––––––––––––– |              |              |   |   |   | ––––––––––––––––––-- |   | 타파닐라      |
| 피태얜매키    |   |   |   |   |              |              |                    |   |   |     |   |   | ––––––––––––––––––––– |              |              |   |   |   | ––––––––––––––––––-- |   | 말미          |
| 발리모        |   |   |   |   |              |              |                    |   |   |     |   |   | ––––––––––––––––––––– |              |              |   |   |   | ––––––––––––––––––-- |   | 푸킨매키      |
| 후오팔라흐티  |   |   |   |   |              |              | –––––––––––––––––– |   |   |     |   |   | ––––––––––––––––––––– |              |              |   |   |   | ––––––––––––––––––-- |   | 오울룬퀼래    |
| 일말라        |   |   |   |   |              |              | –––––––––––––––––– |   |   |     |   |   | ––––––––––––––––––––– |              |              |   |   |   | ––––––––––––––––––-- |   | 캐퓔래        |
| 파실라        |   |   |   |   |              |              | –––––––––––––––––– |   |   | ––– |   |   | ––––––––––––––––––––– |              |              |   |   |   | ––––––––––––––––––-- |   | 파실라        |
| 헬싱키 중앙역 |   |   |   |   |              |              | –––––––––––––––––– |   |   | ––– |   |   | ––––––––––––––––––––– |              |              |   |   |   | ––––––––––––––––––-- |   | 헬싱키 중앙역 |
|               | Y | S | U | L | E            | A            |                    | P | I |     | I | P |                       | K            | N            | T | R | D |                      | Z |               |

 = 정차역
 = 통과역
  = 비통과역
 = 일방정차역

## 같이 보기
- 핀란드의 철도 노선